# Ney Franco
Ney Franco da Silveira Júnior, plus communément appelé Ney Franco, né le 22 juillet 1966 à Vargem Alegre dans l'État du Minas Gerais au Brésil, est un entraîneur de football.

## Palmarès

### En club
| - Ipatinga - Championnat Mineiro - Champion : 2005. | - Flamengo - Coupe du Brésil - Vainqueur : 2006. - Coupe Guanabara - Vainqueur : 2007. - Championnat Carioca - Champion : 2007. | - Botafogo - Coupe Guanabara - Vainqueur : 2009. | - Coritiba - Championnat Paranaense - Champion : 2010. - Serie B - Champion : 2010. | - São Paulo - Copa Sudamericana - Champion : 2012 |

### En sélection
| - Brésil -20 ans - Copa Sudaméricana des moins de 20 ans - Vainqueur : 2011. - Coupe du monde des moins de 20 ans - Vainqueur : 2011. |